# Санта-Мария (Серпа)
Санта-Мария (порт.  Santa Maria) — фрегезия (район) в муниципалитете Серпа округа Бежа в Португалии. Территория — 154,33 км². Население — 2184 жителей. Плотность населения — 14,2 чел/км².